# アピア (宝塚市)
アピア（英: APIA）は兵庫県宝塚市に所在する複合商業施設（再開発ビル群）である。

## 概要
アピアさかせがわ1（アピア1）、アピアさかせがわ2（アピア2）、アピア3、アピアきた、アピア1駐車場、アピア3駐車場の6つの建物から成る複合施設である。逆瀬川駅前に立地しており、アピアきたとアピア1駐車場以外はペデストリアンデッキで繋がっている。アピア1、アピア2、アピア3はそれぞれ低層階が商業施設、高層階が集合住宅となっている。
アピア1・アピア2、アピア3、アピアきたの運営会社はそれぞれ異なっており、駐車場も別々である。

## 沿革
- 1986年（昭和61年）11月21日 - アピア3が開業[2]。
- 1987年（昭和62年）3月12日 - アピア1・2が開業[2]。
- 1988年（昭和63年）11月11日 - アピアきたが開業[2]。
- 2000年（平成12年）10月 - アピア1にKOHYOが開業。
- 2011年（平成23年）6月 - アピア3がカルチェヌーボに名称変更する[3][4]。
- 2014年（平成26年） - カルチェヌーボが関西都市居住サービスから民間企業に売却される[5]。
- 2018年（平成30年） - カルチェヌーボが全館リニューアルを行い、アピア3に再度名称変更する[6]。
- 2022年（令和3年） - ガクテンソクが当施設の特命大使に就任する[1]。

## 建物

### アピア1
アピア1は地下2階建て、地上13階建てのビルである。地下1階から5階までが商業施設で、6階より上は集合住宅のシティライフ逆瀬川1である。

#### 主なテナント
- KOHYO逆瀬川店（地下1階）
- いかり逆瀬川店（地下1階）
- セリア（2階）
- ヤマダ電機テックランド（3階）
- アピアホール（5階）

#### かつて存在したテナント
- リヴィン宝塚店 - アピア1に入居していた総合スーパー。アピア1の開業と同時に[8][9]宝塚西武店[注釈 2]として開業し、1999年（平成11年）11月6日にリヴィンに業態転換した[10]。2006年（平成18年）6月30日をもって閉店した[11]。

### アピア2
アピア2は地下2階、地上8階建てのビルである。地下1階の一部と1階・2階のほぼ全面が商業施設、地下2階の全面と地下1階の一部が駐車場、3階より上が集合住宅のシティライフ逆瀬川2である。

#### 主なテナント
- マクドナルド（2階）
- エフエム宝塚（2階）
- ドコモショップ（2階）

### アピア3
アピア3は地下2階、地上8階建てのビルである。地下2階から2階までが商業施設で、3階から8階は集合住宅のシティハイツ逆瀬川である。
アピア3に隣接する形でパーク24による運営の立体駐車場を備える。立体駐車場は地上4階建てで、収容台数は155台である。
1986年にアピア3として開業し、2011年にカルチェヌーボ（Quartier Nouveau）宝塚逆瀬川に名称変更した。カルチェ（Quartier）はフランス語で「地区」を、ヌーボ（Nouveau）はフランス語で「新しい」を意味する言葉であり、カルチェヌーボ（Quartier Nouveau）は「新しい地区」という意味になる。
カルチェヌーボ時代はフロアの半面が「ぶるどっぐらんど」と呼ばれる区画となっていた。エレベーターは設置されていなかったが、2階へはアピア2のエレベーターを、地下1階へは館内のスロープをそれぞれ利用してアクセスすることができた。
2014年（平成26年）に建物が関西都市居住サービスから民間企業に売却された。
2018年（平成30年）に全館リニューアルを行い、アピア3に再度名称変更した。改装後は緑や木を意識した内装・外装となった。エレベーターも新たに設置された。

#### 主なテナント
- サンディ（地下1階[16]）
- ダイソー（地下1階[16]） - カルチェヌーボ時代から入居している[15]。
- タイムズカーシェア（駐車場棟屋上階）

#### かつて存在したテナント
- ジャスコ逆瀬川店 - アピア3のに出店していたが[12][17]、 2000年（平成12年）8月20日をもって閉店した[18]。なお、同年10月にアピア1内に開業したKOHYOは2007年よりイオングループによる運営となった。
- 宝塚メディア図書館 - 2015年（平成27年）4月1日をもって大阪府茨木市に移転し、大阪国際メディア図書館として再開業した[5]。

#### 出店を断念したテナント
- ニチイ - かつて近隣地に所在していたニチイ逆瀬川店を移転する形でアピア3に出店する予定であったが、後に出店を断念した[19]。なお、ニチイはマイカルを経て2000年代にイオングループに入ったが、アピア1に入居するKOHYOも2007年にイオングループに入っている。

### アピアきた
アピアを構成する6つの建物の中で唯一逆瀬川より北側に位置する。アピア1・アピア2・アピア3とは接続されておらず、逆瀬川駅から一般道を横断し、アピア新橋を渡ってアクセスする。
核店舗のコープこうべは衣食住フルラインを取り扱う総合スーパーである。コープの他に、100円ショップのワッツなど数店舗の専門店が入居する。

## フロア構成

### アピア1・2・3
| アピア1                    |              | アピア2                |                      | アピア3                        |        | アピア3 駐車場 |  |  |
| 6階 - 13階 集合住宅        |              | 3階 - 8階 集合住宅     |                      | 3階 - 8階 集合住宅             |        |                |  |  |
| 5階 アピアホール           |              | 3階 - 8階 集合住宅     |                      | 3階 - 8階 集合住宅             |        |                |  |  |
| 4階 クリニック             |              | 3階 - 8階 集合住宅     |                      | 3階 - 8階 集合住宅             |        |                |  |  |
| 3階 専門店                 | 屋上駐車場   | 3階 - 8階 集合住宅     |                      | 3階 - 8階 集合住宅             |        |                |  |  |
| 2階 専門店                 | 連絡橋       | 2階 サービス業など     | 連絡橋               | 2階 専門店                     | 連絡橋 | 4階駐車場      |  |  |
| 1階 専門店                 | 道路         | 1階 飲食店など         | 市役所通り           | 1階 専門店                     | 搬入口 | 3階駐車場      |  |  |
| 1階 専門店                 | 道路         | 1階 飲食店など         | 市役所通り           | 1階 専門店                     | 搬入口 | 2階駐車場      |  |  |
| 1階 専門店                 | 道路         | 1階 飲食店など         | 市役所通り           | 1階 専門店                     | 搬入口 | 1階駐車場      |  |  |
| 地下1階 KOHYO・いかり など | 地下連絡通路 | 地下1階 専門店・駐車場 |                      | 地下1階 サンディ・ダイソーなど |        |                |  |  |
| 地下2階 (不明）            |              | 地下2階 駐車場         | 地下2階 フィットネス |                                |        |                |  |  |

### アピア1駐車場
| 階  | フロア概要 |
| R階 | 屋上駐車場 |
| 3階 | 立体駐車場 |
| 2階 | 立体駐車場 |
| 1階 | 立体駐車場 |

### アピアきた
| 階  | フロア概要             |
| 4階 | （立入禁止）           |
| 3階 | 住居用品・文具・化粧品 |
| 2階 | 衣料品売場             |
| 1階 | 食品売場               |